# Air Condition
Air Condition – zespół muzyczny jazzowo-rockowy pod kierunkiem Zbigniewa Namysłowskiego; powstał latem 1980, działalność zakończył w roku 1984.

## Pierwszy skład
- Zbigniew Namysłowski – lider, saksofon altowy, saksofon sopranowy
- Wojciech Kowalewski – perkusja, instrumenty perkusyjne
- Dariusz Kozakiewicz – gitara
- Władysław Sendecki – instrumenty klawiszowe
- Krzysztof Ścierański – gitara basowa
- Jerzy Tański – instrumenty perkusyjne

## Dyskografia
- 1980 – Z. Namysłowski Air Condition: Follow Your Kite, LP, Muza
- Z. Namysłowski Air Condition, LP, Polijazz
- Z. Namysłowski Air Condition, LP, Affinity
- Z. Namysłowski Air Condition, LP, Inner City
- Z. Namysłowski Air Condition: Plaka Nights, LP, CBS

## Muzycy, którzy współpracowali z zespołem
w kolejności alfabetycznej
- Marek Bliziński – gitara
- Jan Cichy – gitara basowa
- Wojciech Gogolewski – fortepian
- Wojciech Karolak- instrumenty klawiszowe
- Remigiusz Kossacz – gitara
- Adam Lewandowski – perkusja, instrumenty perkusyjne
- Andrzej Morawski – perkusja, instrumenty perkusyjne
- Andrzej Mrowiec – perkusja, instrumenty perkusyjne
- Paweł Perliński – fortepian
- Harris Simon – fortepian
- Paweł Ścierański – gitara
- Wolfgang Thierfeld – perkusja
- Zbigniew Wrombel- gitara basowa

## Ważne wydarzenia
- lato 1980 – powstanie zespołu
- sierpień 1980 – debiut, pierwszy longplay
- 1980 – występ na VII Międzynarodowym Festiwalu Pianistów Jazzowych w Kaliszu
- 1980–1981 – współpraca z amerykańskim pianistą Harrisem Simonem oraz niemieckim perkusistą Wolfgangiem Thierfeldem
- 1983 – występ na Międzynarodowym Festiwalu Muzyki Jazzowej Jazz Jamboree
- 1984 – rozwiązanie zespołu